# Aechmea pyramidalis
Espèce
Classification phylogénétique
Aechmea pyramidalis est une espèce de plante de la famille des Bromeliaceae, endémique d'Équateur.

## Synonymes
- Aechmea edmondstonei Baker[1] ;
- Hohenbergia pyramidalis (Benth.) Baker[1].